# William Henry Eccles

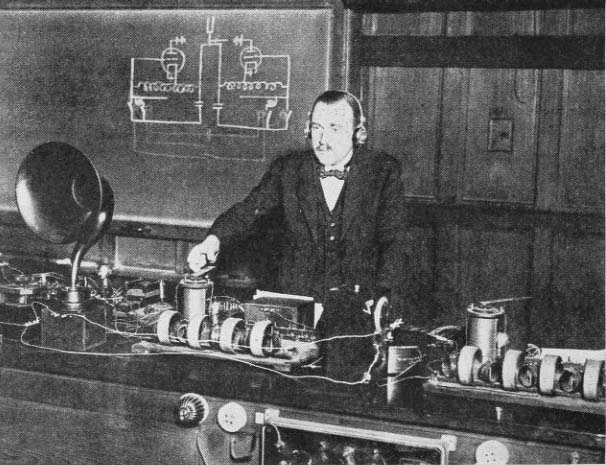
William Henry Eccles (1925)

William Henry Eccles (* 23. August 1875 in Barrow-in-Furness, Lancashire; † 29. April 1966 in Oxford, England) war ein britischer Physiker, der Pionierarbeit in der Entwicklung der Rundfunkübertragungstechnik leistete.
Eccles promovierte am Royal College of Science in London im Jahr 1901 und lehrte anschließend zwischen 1902 und 1916 am South Western Polytechnic in der Hauptstadt. Später wurde er Nachfolger von Silvanus Thompson am City and Guilds Technical College in London, wo er bis 1926 arbeitete.
Eccles war ein früher Verfechter der Ideen Heavisides, dass eine obere Schicht innerhalb der Erdatmosphäre in der Lage sei, Radiowellen zu reflektieren. Damit wäre eine Möglichkeit gegeben, Radiowellen über viel weitere Entfernungen zu senden, als es die Krümmung der Erdoberfläche zuließe. Eccles schlug auch 1912 vor, dass die Solarstrahlung für die unterschiedlichen Ausbreitungsgeschwindigkeiten der Wellen während der Nacht und am Tag verantwortlich ist. Er experimentierte mit Detektoren und Radioverstärkern und untersuchte die atmosphärischen Störungen („Sferics“) des Radioempfangs.
Gemeinsam mit Frank W. Jordan auf der Suche nach Zählschaltungen, gelang 1919 mit Radioröhren die ursprünglich nach beiden als Eccles-Jordan-Schaltung benannte Anordnung von gegenseitig rückgekoppelten Verstärkern. Die Bezeichnung Flipflop gibt lautmalerisch die Geräusche wieder, die an in einem der Ausgänge liegenden Lautsprecher bei den Kippvorgängen hervorgerufen werden. Die Schaltung hat grundlegende Bedeutung in der Computertechnik.
Eccles wurde 1921 als Mitglied („Fellow“) in die Royal Society aufgenommen.

## Werke
- Handbook of Wireless telegraphy. 1915.
- Continuous Wave Wireless Telegraphy. 1921.